# Monacanthidae
Famille
Les Monacanthidae sont une famille de poissons de l'ordre des Tetraodontiformes.

## Caractéristiques
Suivant les espèces, ces poissons sont appelés « monacanthes », « poissons-limes » ou « poissons-bourses ».

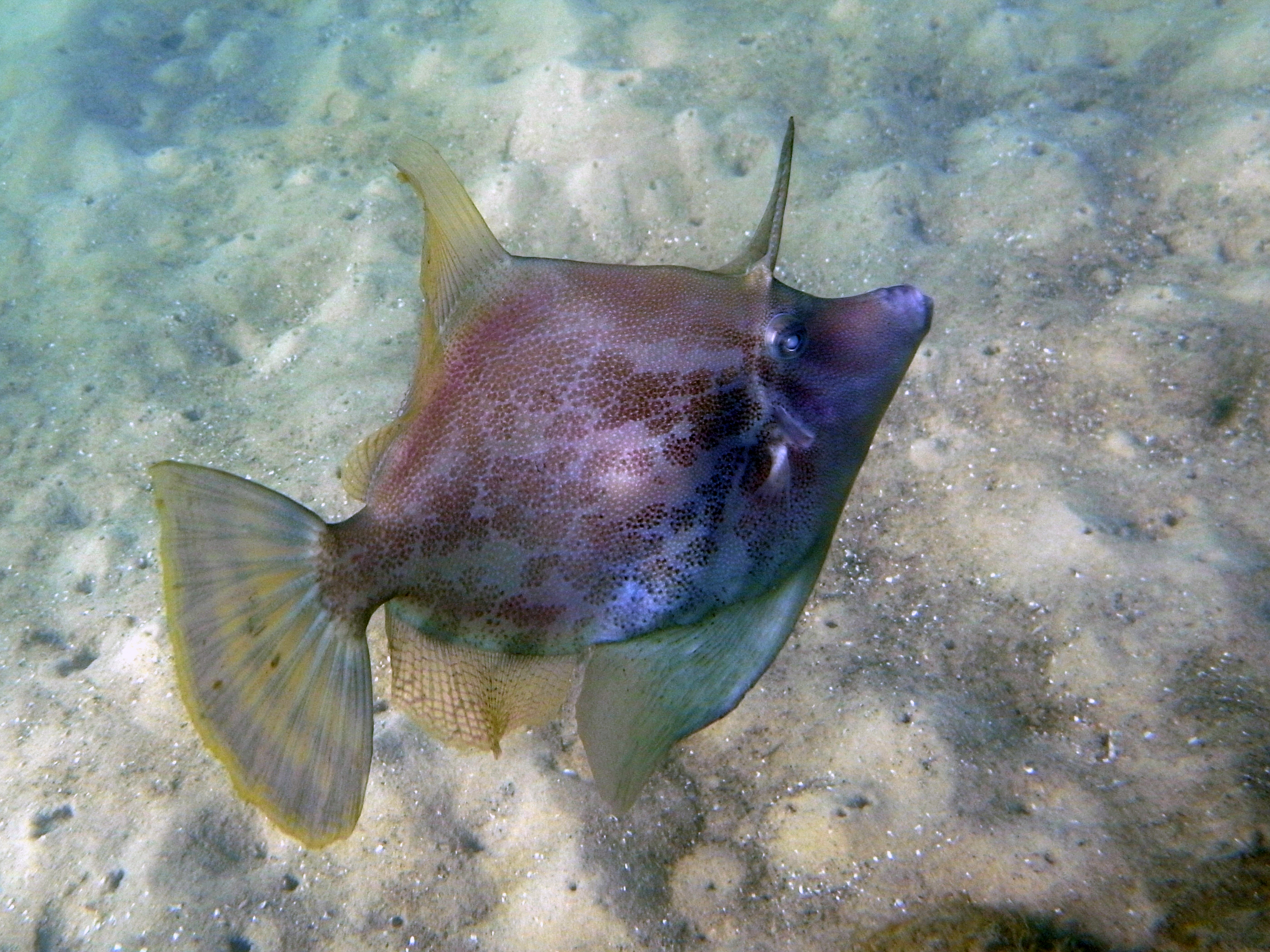
Monacanthus chinensis en posture d'intimidation, épine dressée.

Ce sont des poissons téléostéens d'allure généralement robuste, proches des Balistes. Leur corps est plus ou moins compressé latéralement, avec des yeux haut placés, éloignés de la bouche charnue. La queue est généralement large et pédonculée, alors que les autres nageoires sont souvent réduites, l'anale et la dorsale étant le plus souvent placées très en arrière du corps. 
La caractéristique principale de cette famille est la solide épine dorsale érectile située au sommet de la tête, qui sert autant à impressionner les adversaires qu'à se défendre contre les agresseurs ou s'accrocher aux roches ; c'est cette épine unique (en fait double mais presque soudée ; cependant une seconde plus petite peut aussi être présente chez certains genres) qui a donné son nom à la famille.
La plus grosse espèce, qui peut atteindre 1 m de long, est Aluterus scriptus. 
On trouve des espèces de cette famille dans les trois principaux bassins océaniques, en eaux tropicales et subtropicales, et dans une moindre mesure tempérées. Ils se nourrissent principalement d'invertébrés benthiques, mais certaines espèces sont spécialisées dans le corail ou le plancton. Les œufs sont généralement démersaux (et farouchement gardés par les parents). 

## Liste des genres
Selon World Register of Marine Species (24 mars 2021) :
- genre Acanthaluteres Bleeker, 1865
- genre Acreichthys Fraser-Brunner, 1941
- genre Aluterus Cloquet, 1816
- genre Amanses Gray, 1835
- genre Anacanthus Gray, 1830
- genre Brachaluteres Bleeker, 1865
- genre Cantherhines Swainson, 1839
- genre Cantheschenia Hutchins, 1977
- genre Chaetodermis Swainson, 1839
- genre Colurodontis Hutchins, 1977
- genre Enigmacanthus Hutchins, 2002
- genre Eubalichthys Whitley, 1930
- genre Lalmohania Hutchins, 1994
- genre Laputa Whitley, 1930
- genre Meuschenia Whitley, 1929
- genre Monacanthus Oken, 1817
- genre Navodon Whitley, 1930
- genre Nelusetta Whitley, 1939
- genre Oxymonacanthus Bleeker, 1865
- genre Paraluteres Bleeker, 1865
- genre Paramonacanthus Bleeker, 1865
- genre Pervagor Whitley, 1930
- genre Pseudalutarius Bleeker, 1865
- genre Pseudomonacanthus Bleeker, 1865
- genre Rudarius Jordan & Fowler, 1902
- genre Scobinichthys Whitley, 1931
- genre Stephanolepis Gill, 1861
- genre Thamnaconus Smith, 1949

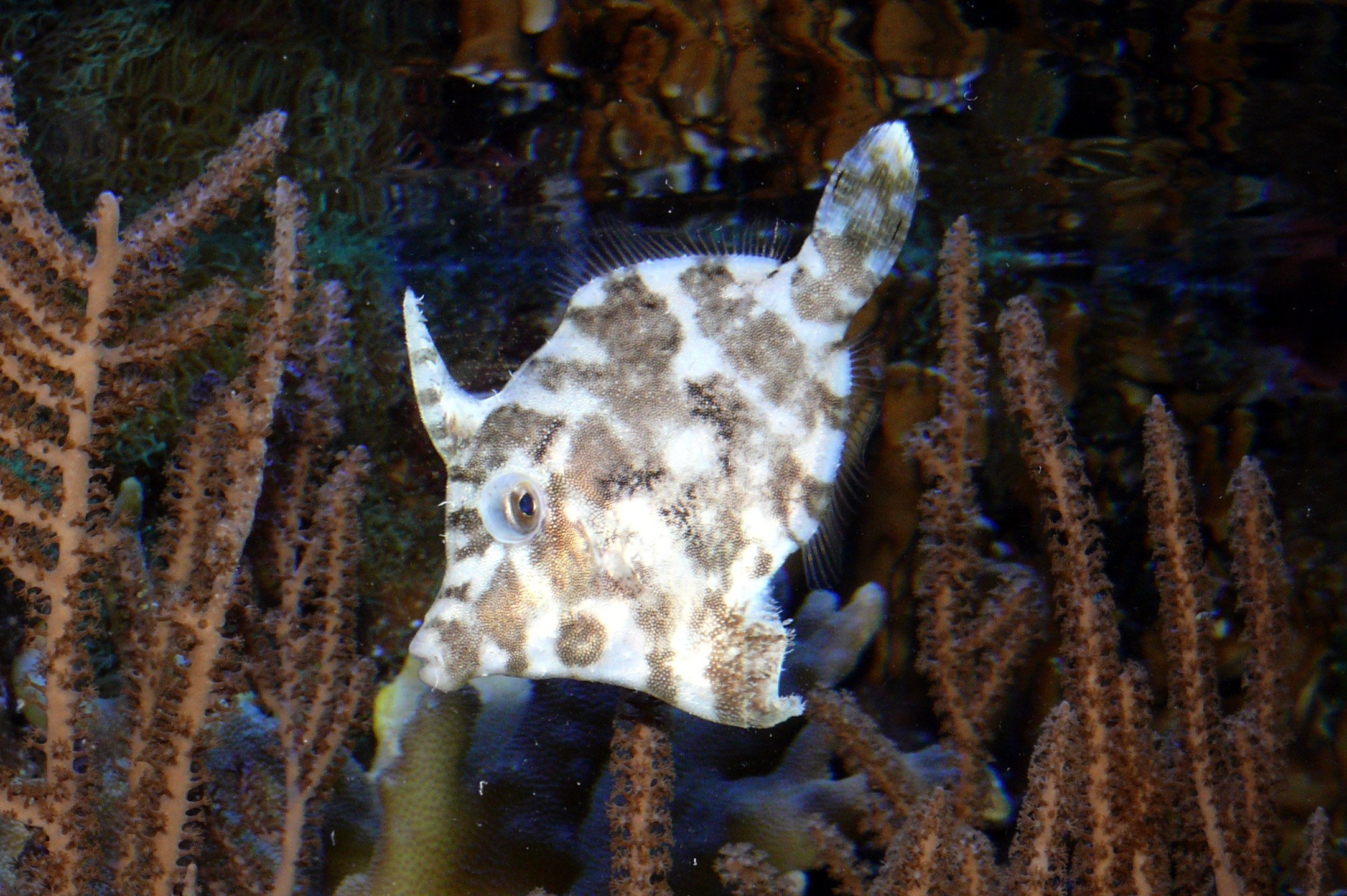
Acreichthys tomentosus.
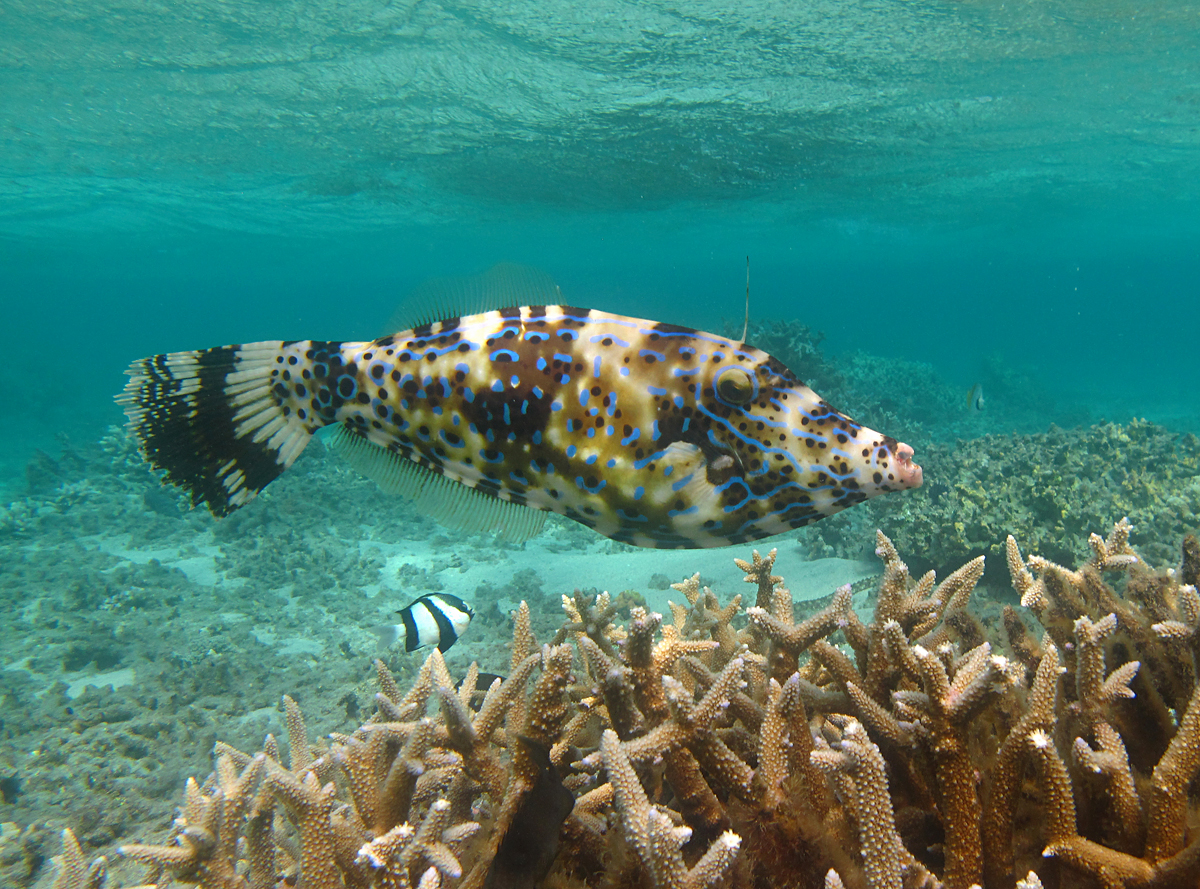
Aluterus scriptus.
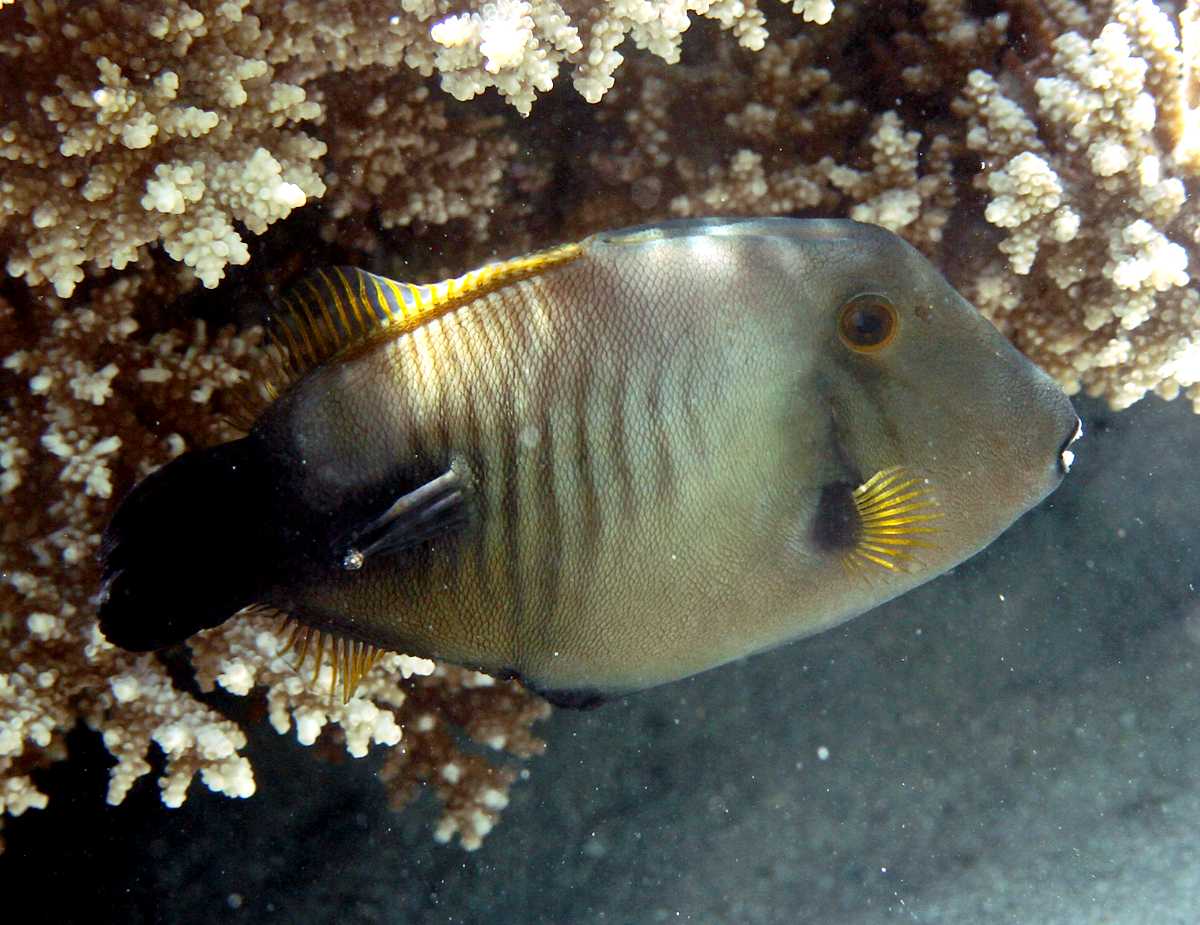
Amanses scopas.
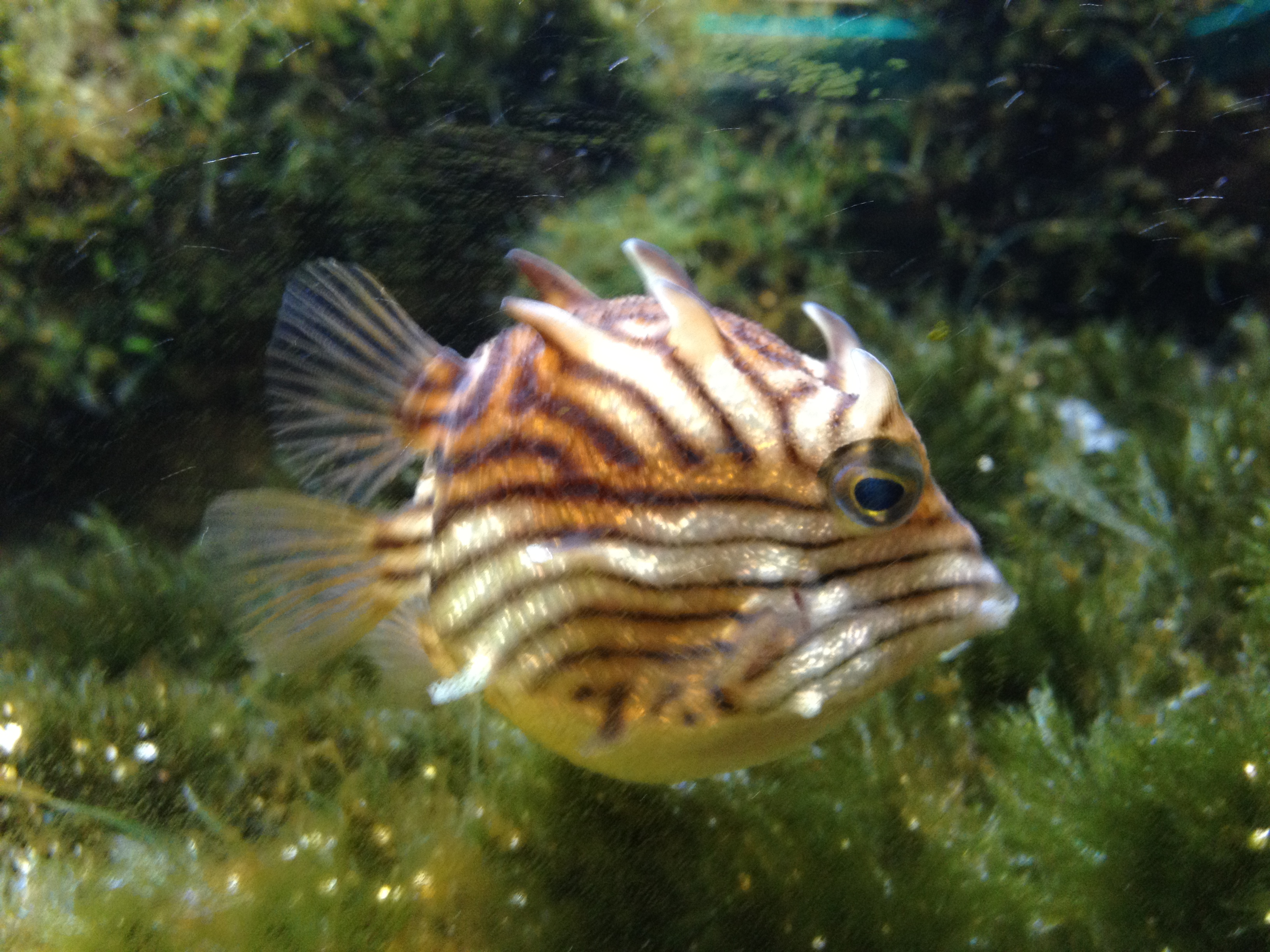
Brachaluteres jacksonianus.
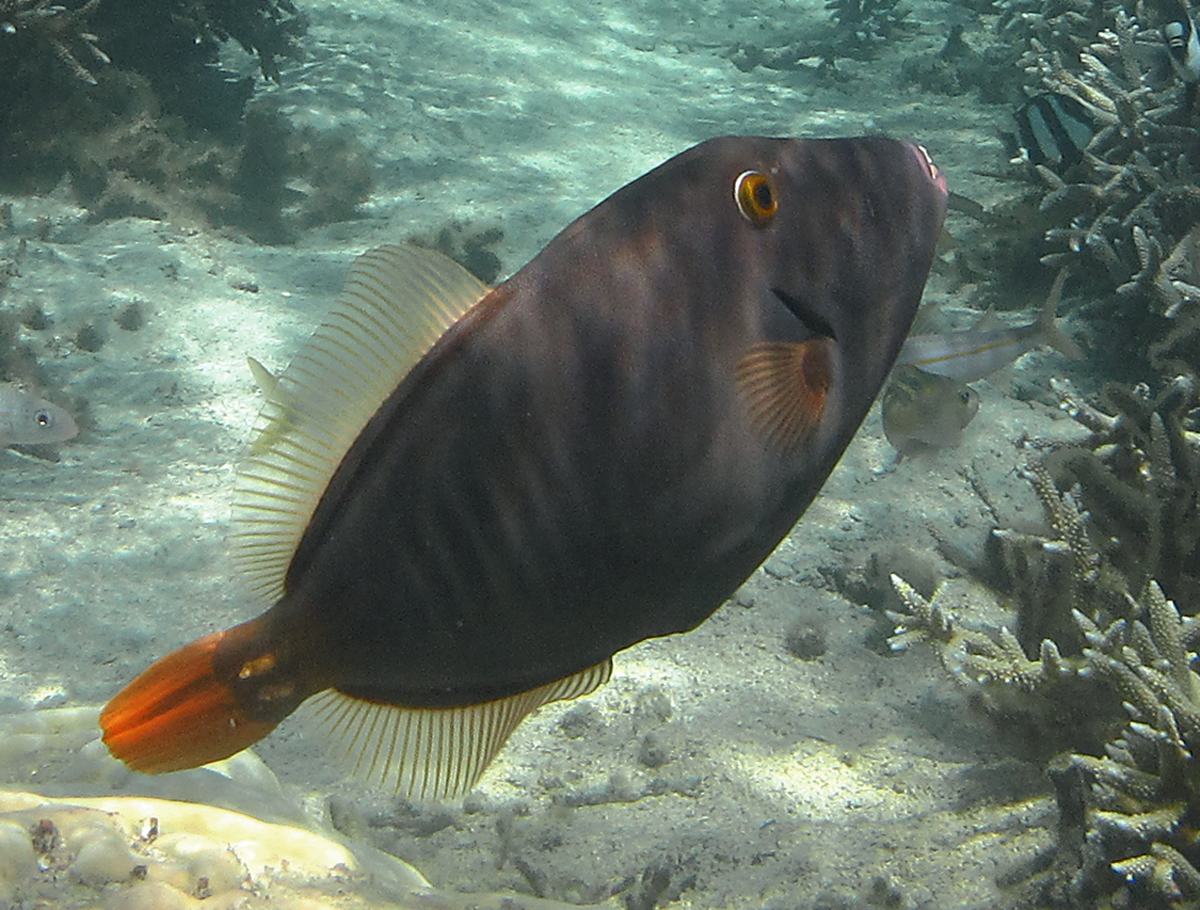
Cantherhines dumerilii.
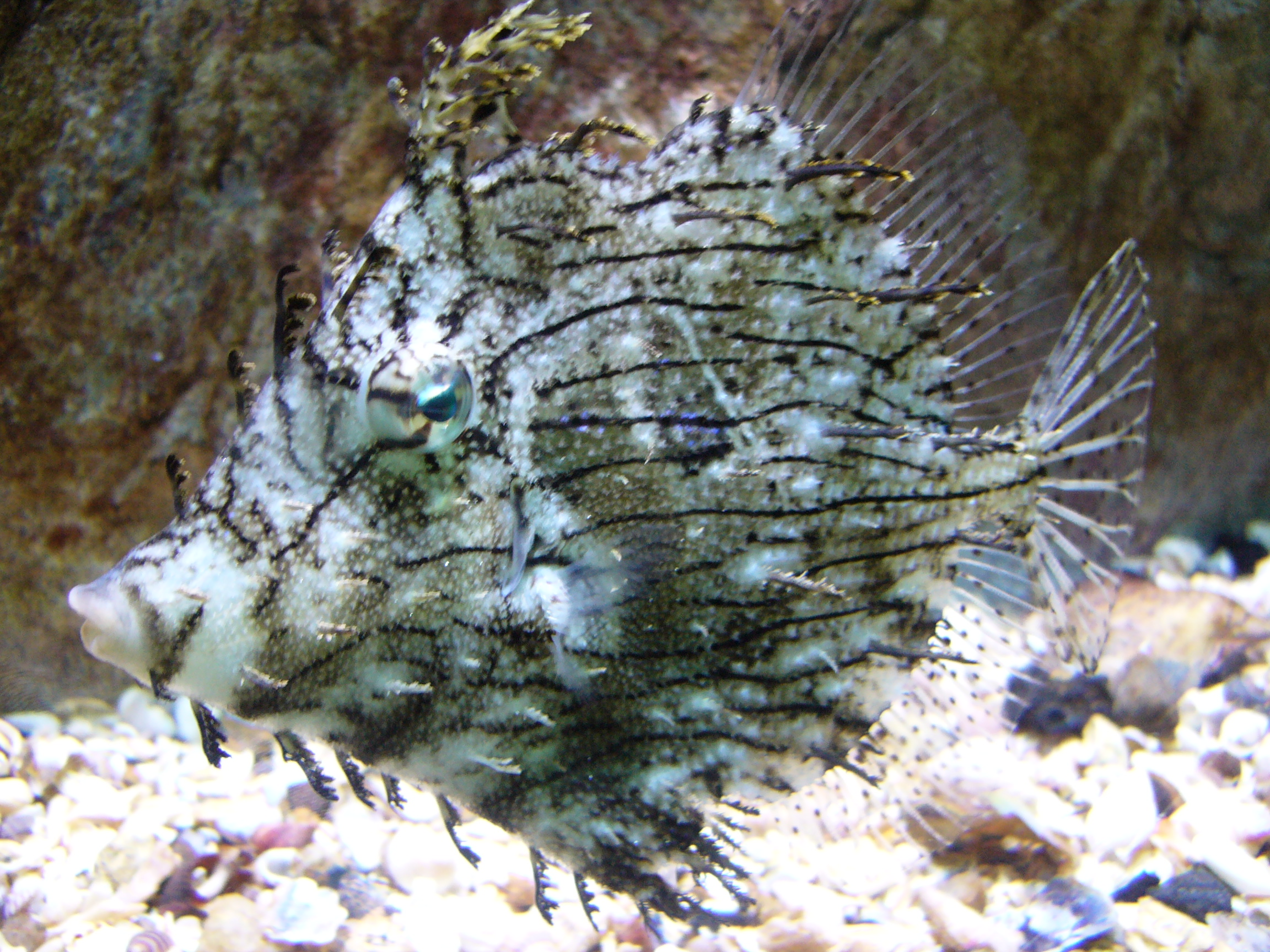
Chaetodermis penicilligerus.
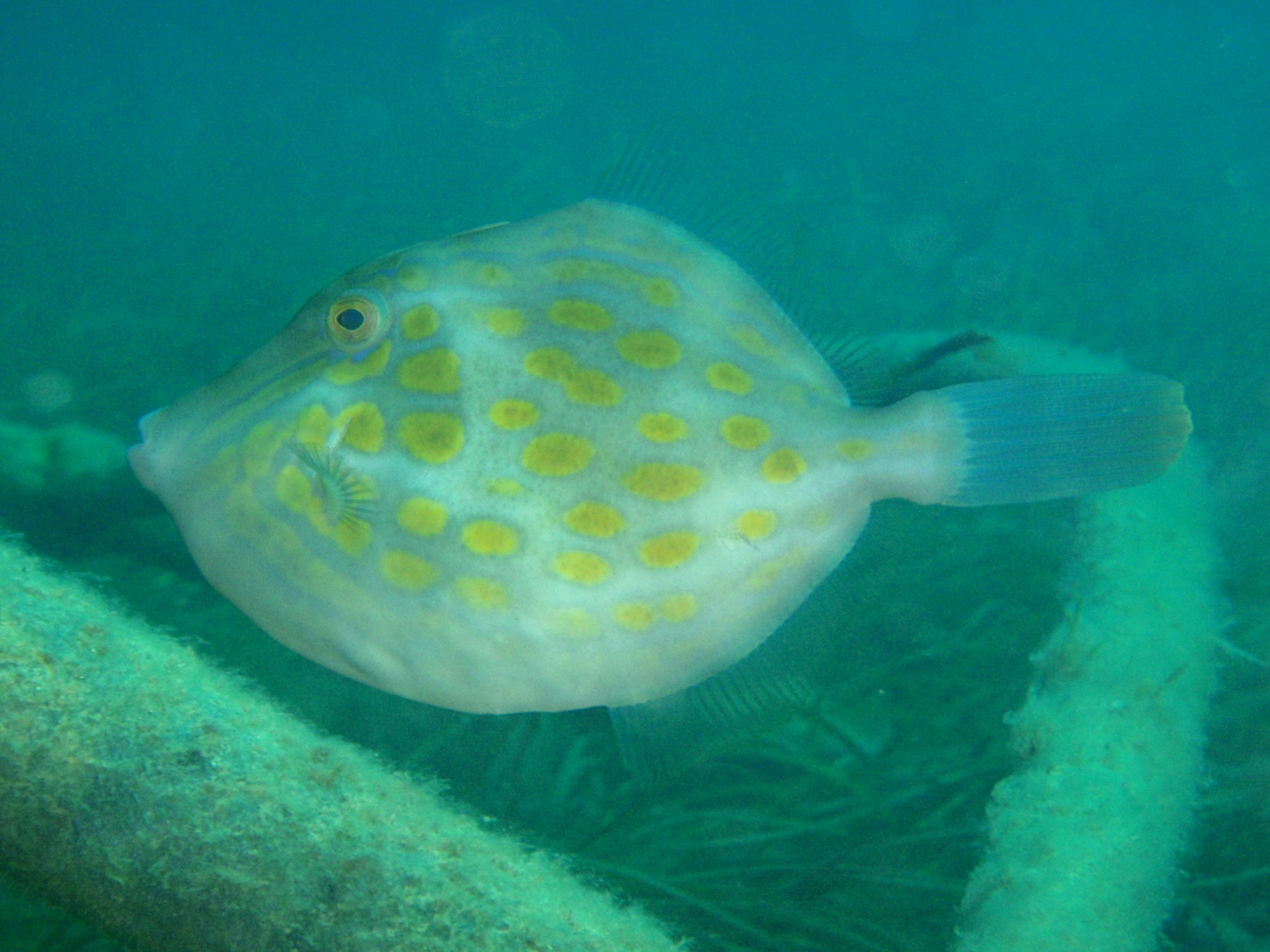
Eubalichthys mosaicus.
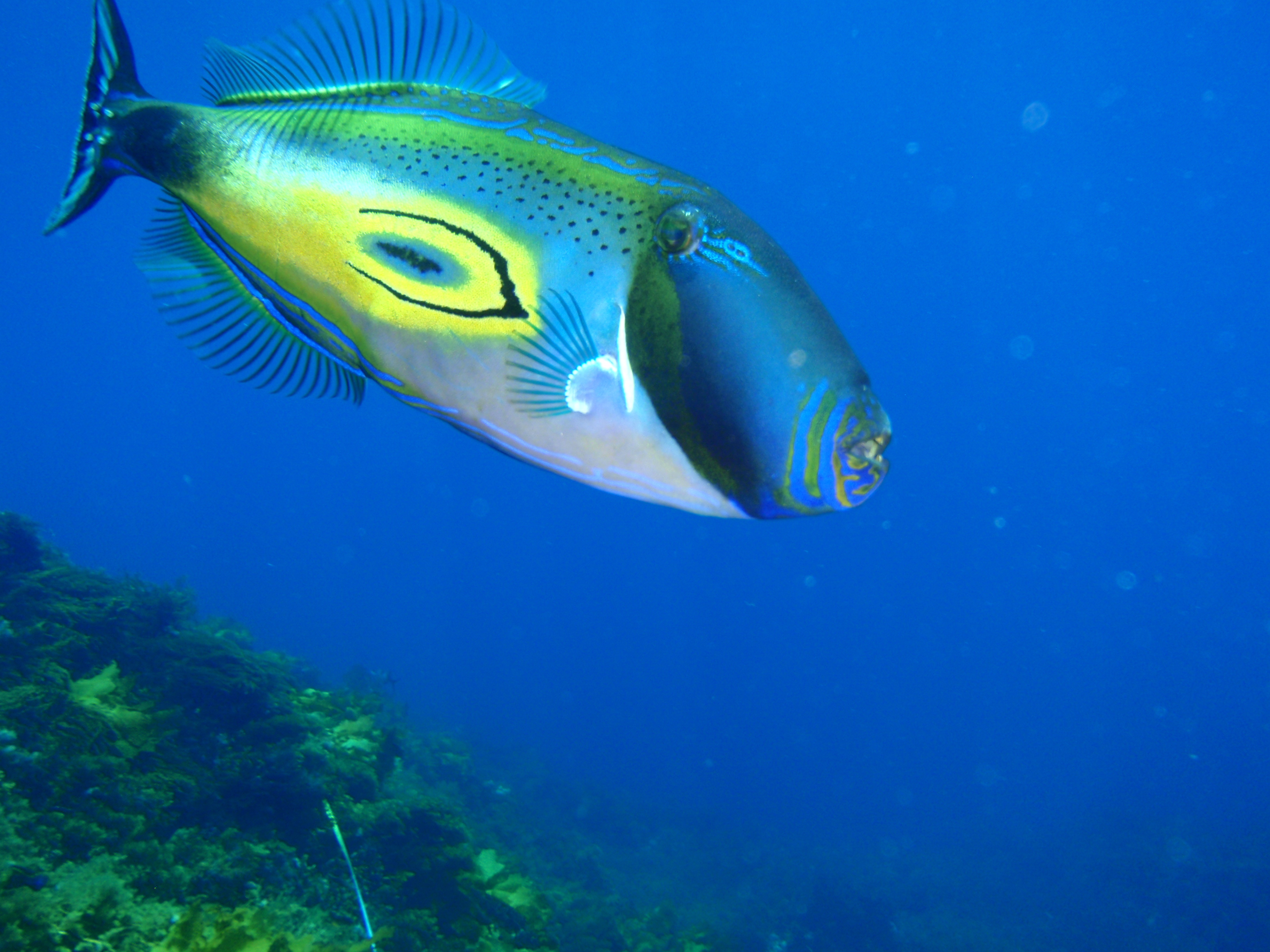
Meuschenia hippocrepis.
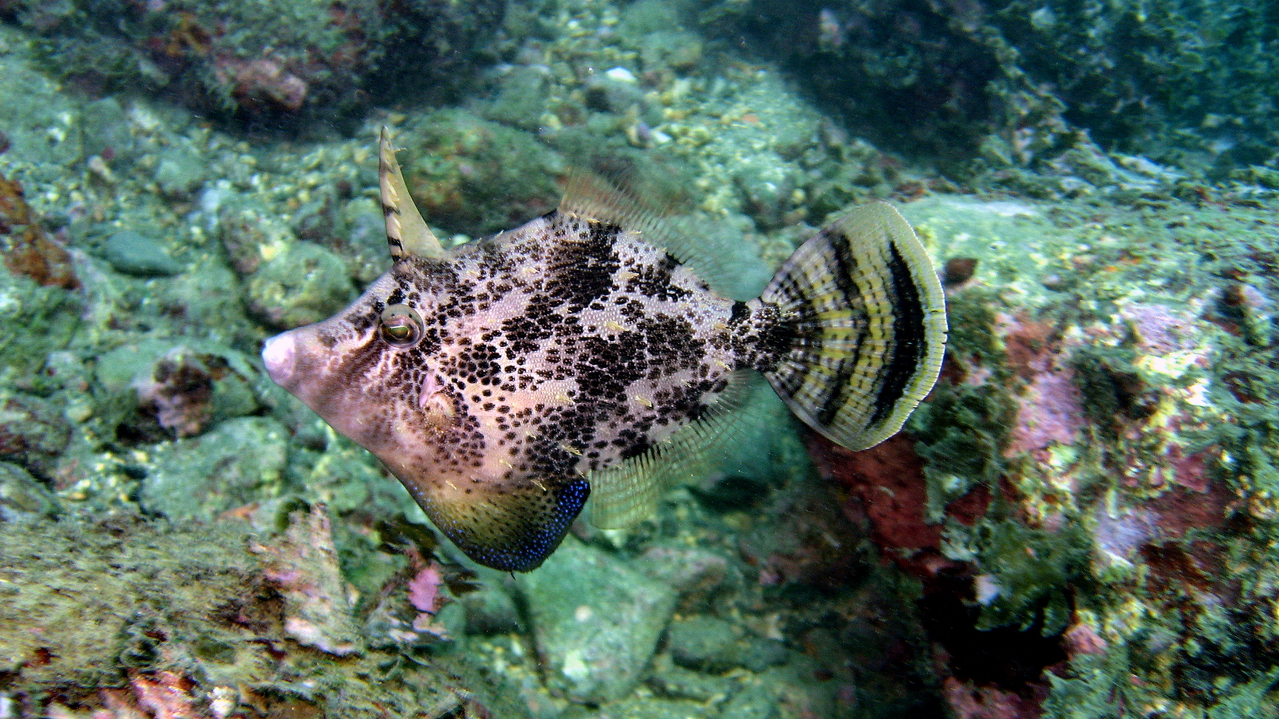
Monacanthus chinensis.
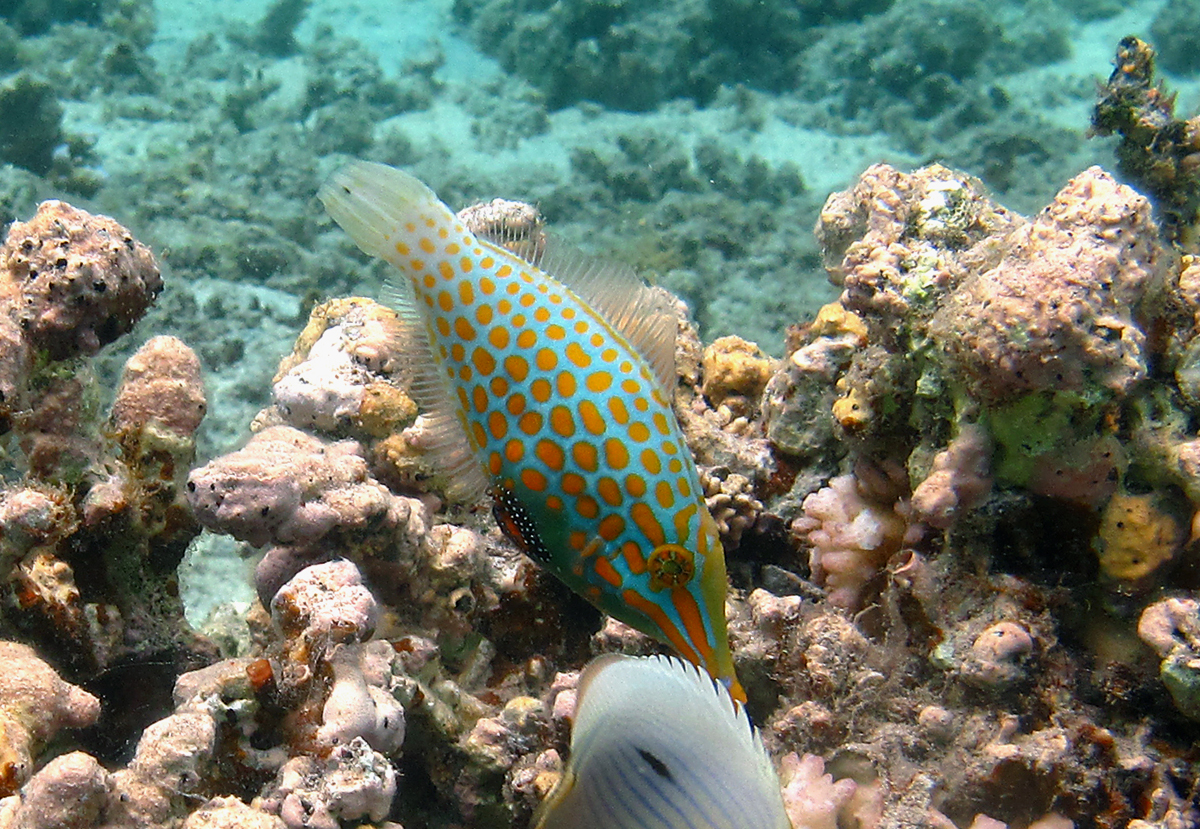
Oxymonacanthus longirostris.
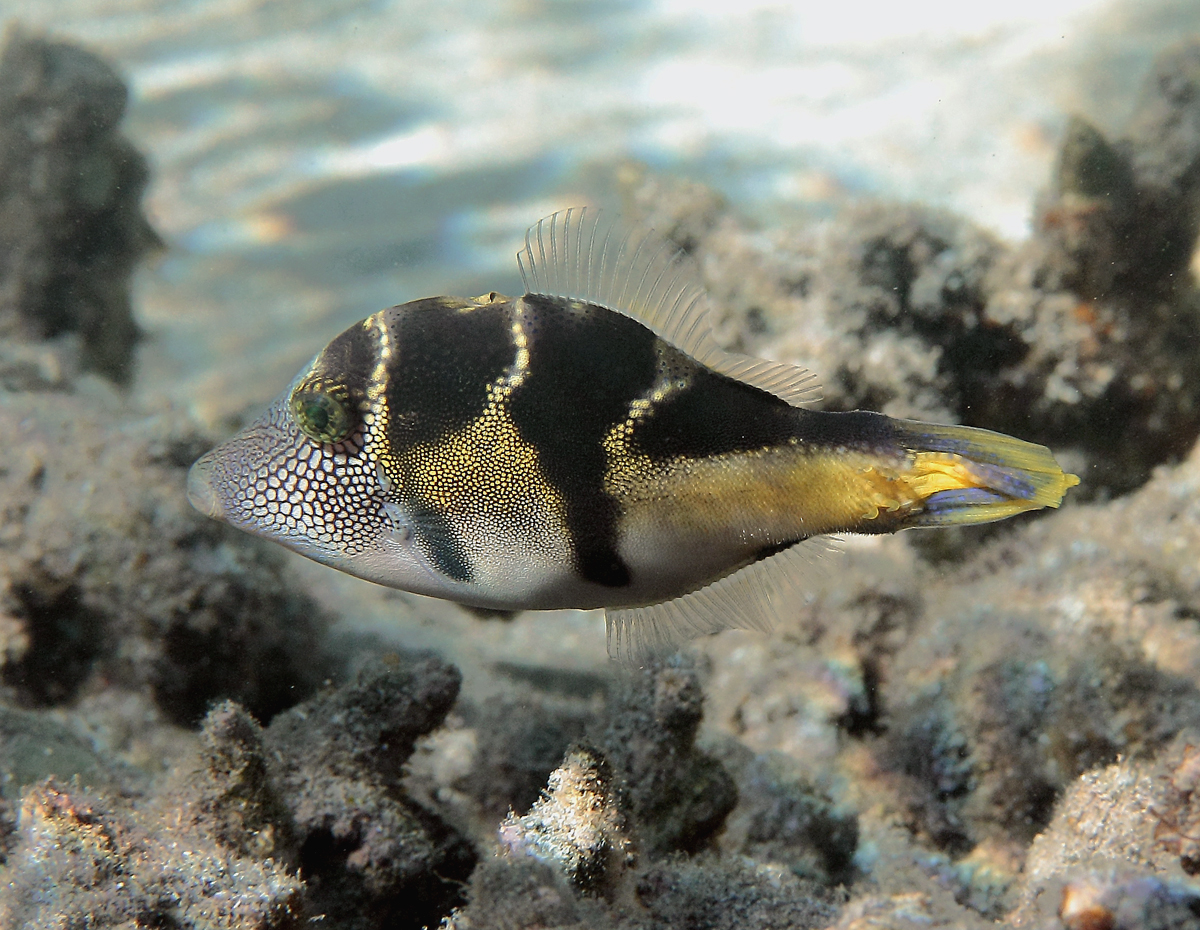
Paraluteres prionurus.
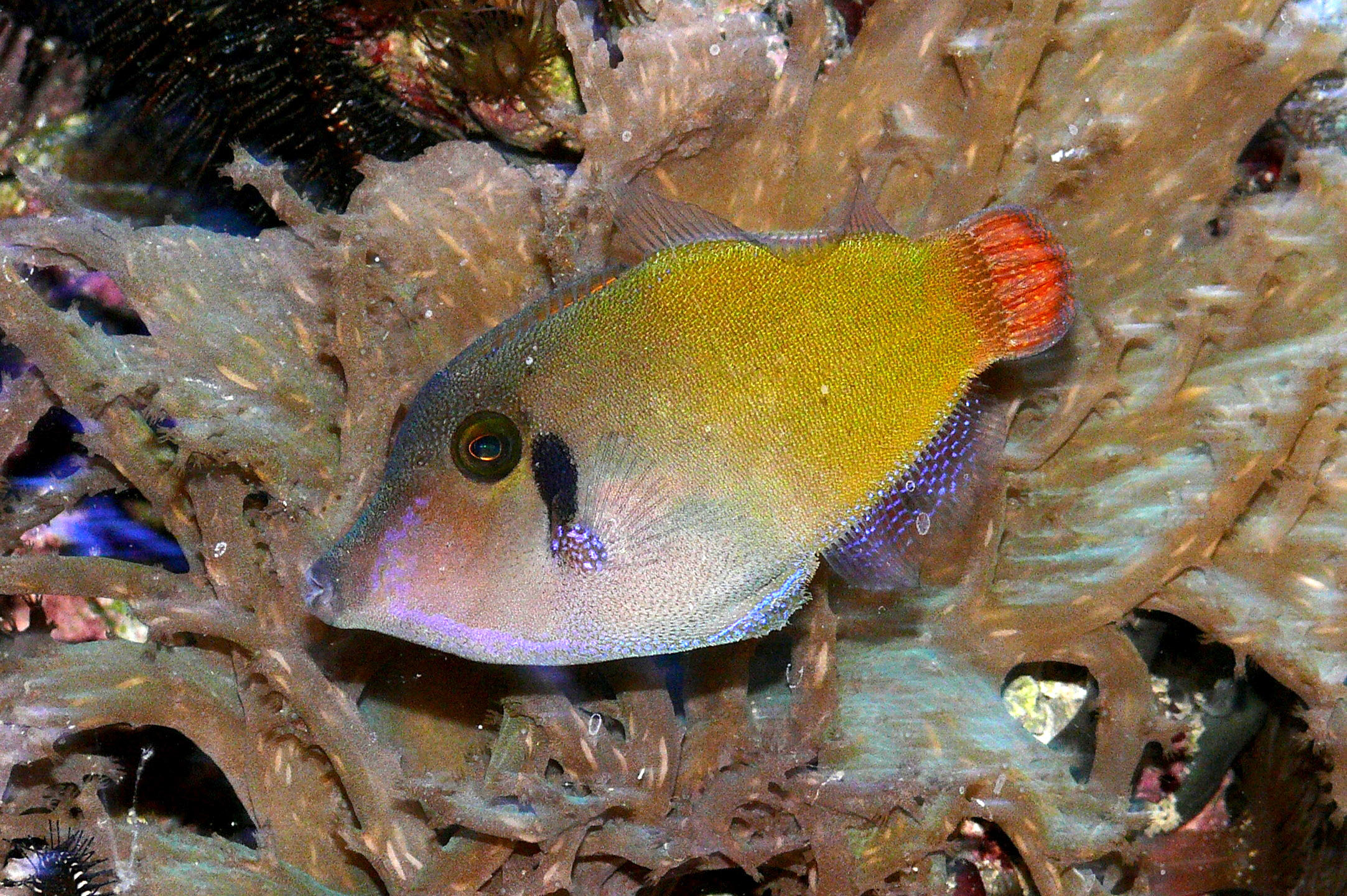
Pervagor janthinosoma.
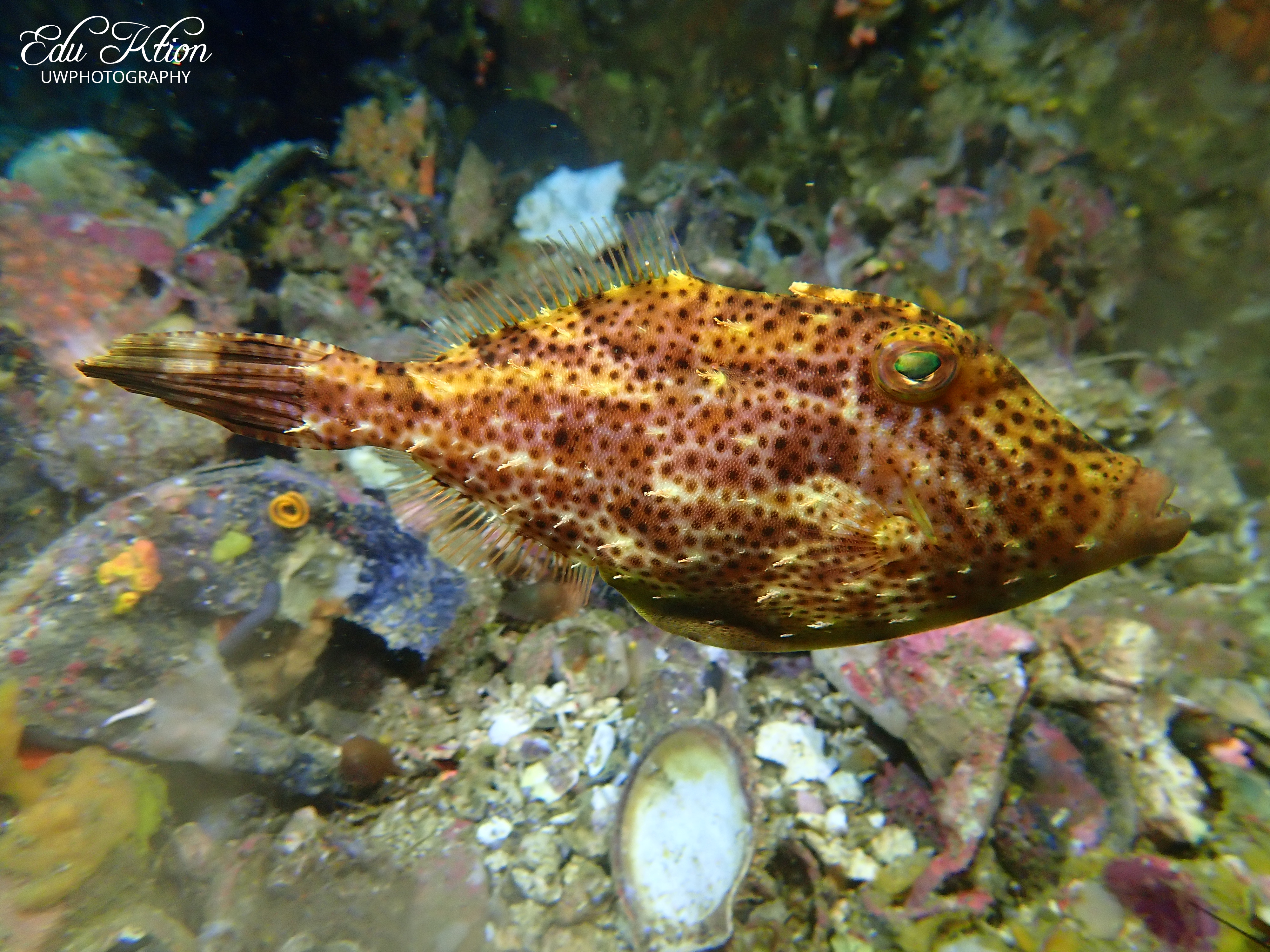
Pseudomonacanthus macrurus.
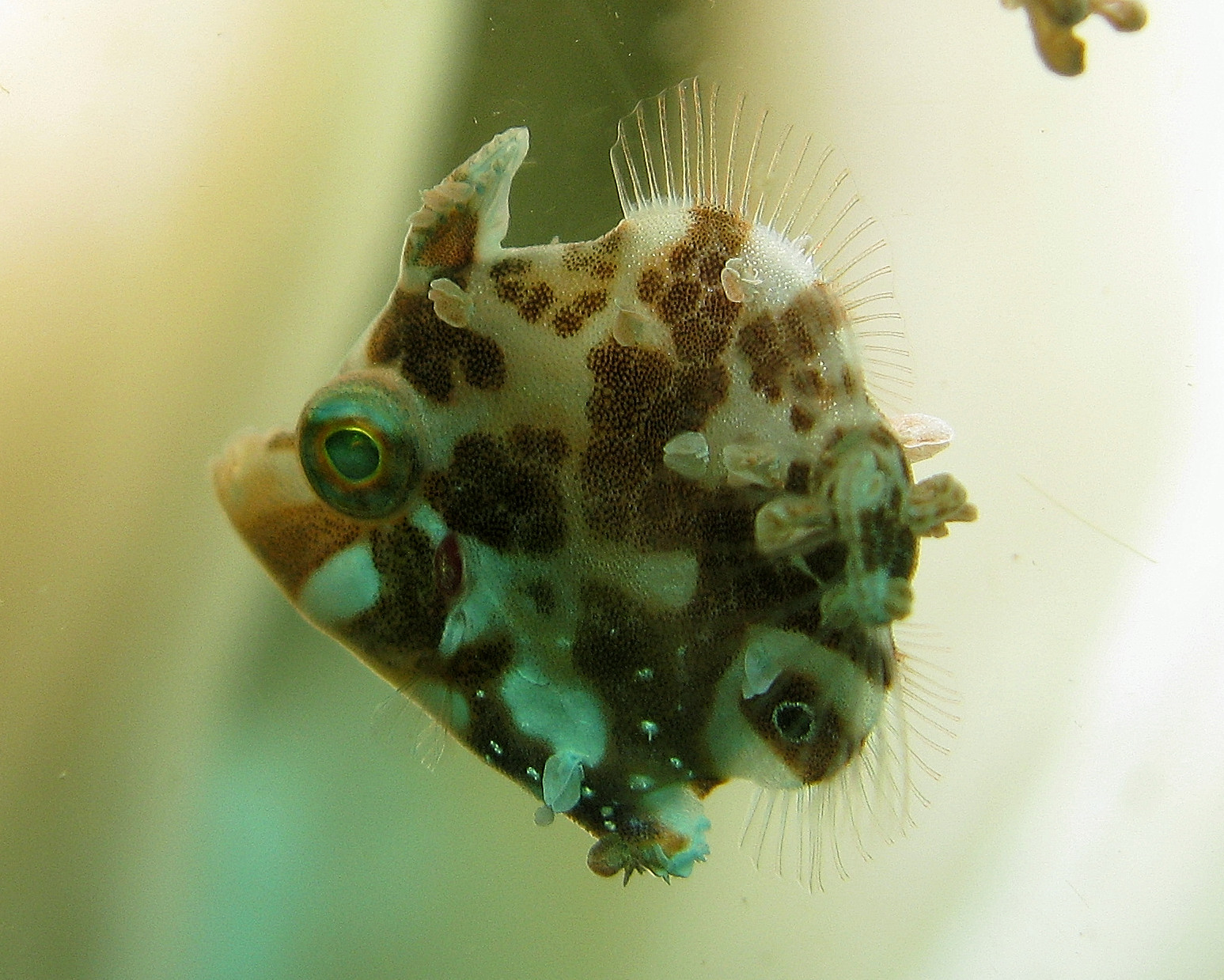
Rudarius minutus.
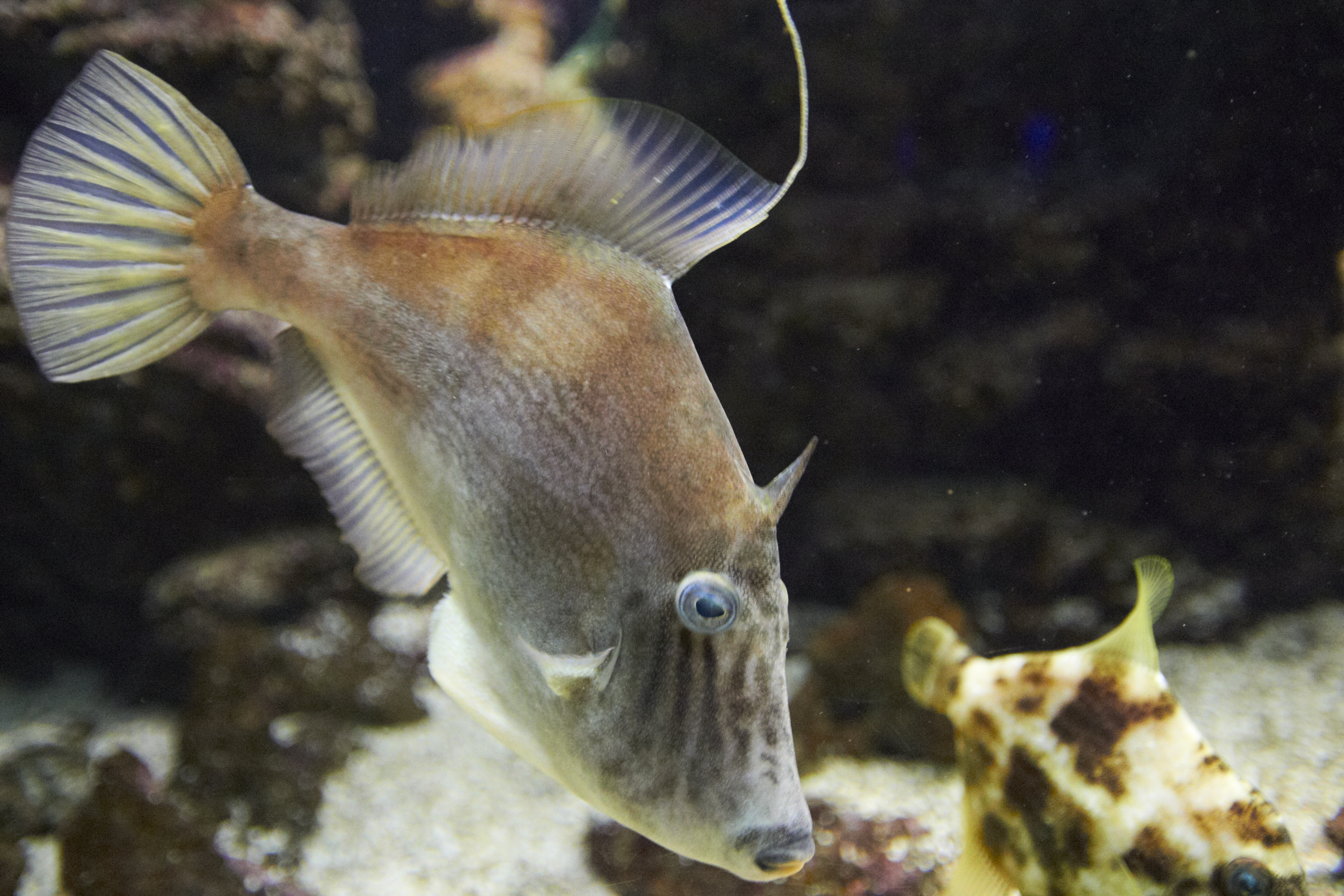
Stephanolepis diaspros.
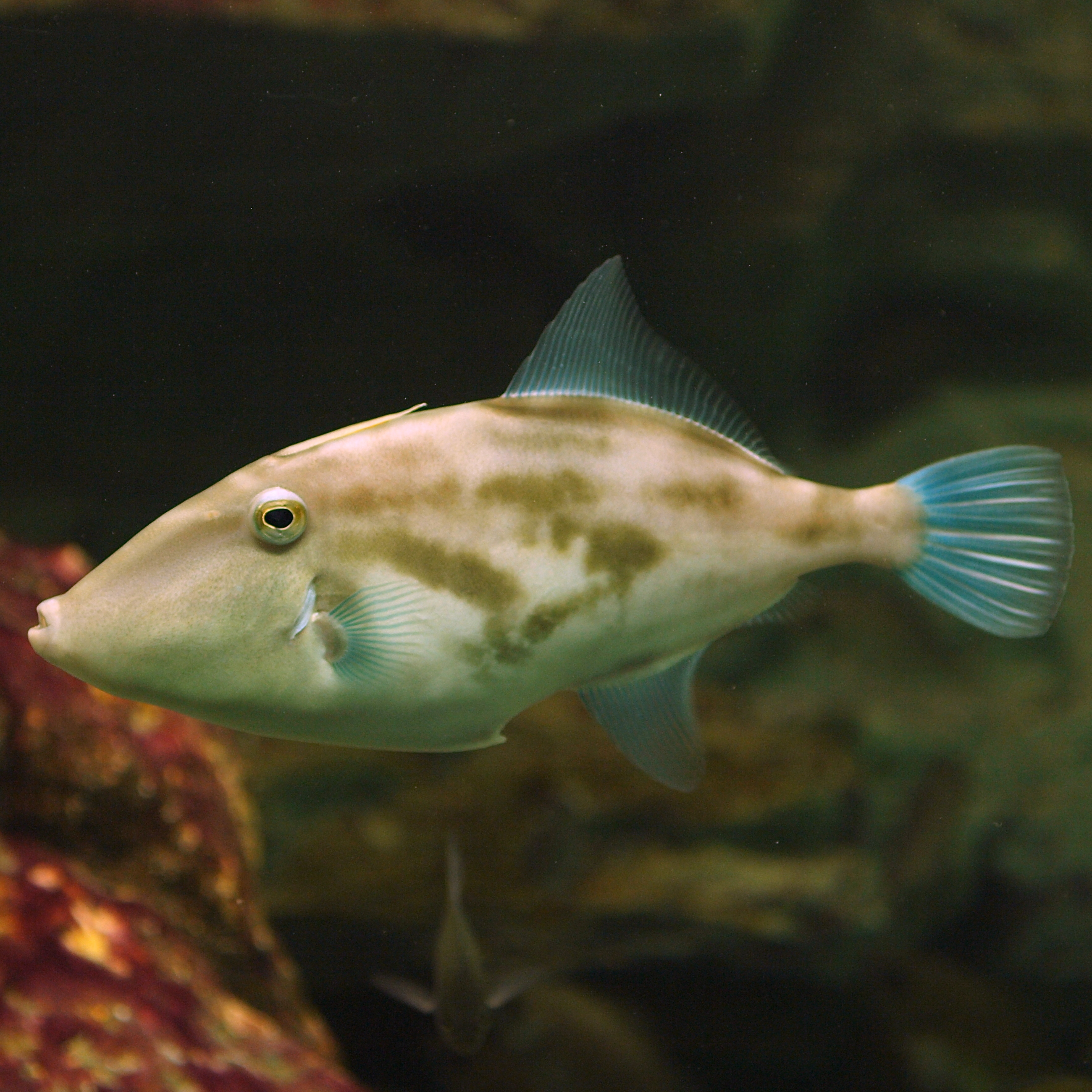
Thamnaconus modestus.